# Carl Bitz
Carl Bitz (auch: Karl, * 11. Januar 1887 in Basel; † 20. Februar 1966) war ein Schweizer Diplomat (Konsul), Unternehmer und Erfinder.

## Ausbildung und unselbständige Tätigkeiten
Carl Bitz absolvierte eine Lehre als Elektromechaniker und 1909 das Kantonale Technikum in Burgdorf. Anschliessend arbeitete er für eine Textilfärberei in Basel. Er emigrierte in die USA und arbeitete bei einem Unternehmen in Milwaukee (Wisconsin) in der Produktion für elektrische Kontrollapparate. Im Frühjahr 1914 kehrte er nach Europa zurück und übernahm im Januar 1915 provisorisch die technische Leitung von Elektra Bregenz, die auch Rüstungsgüter herstellten. 1916 wurde er definitiv Leiter von Elektra Bregenz und war für weitere 16 Munitionsbetriebe in Vorarlberg zuständig.

## Tätigkeit als Konsul
Carl Bitz wurde am 17. März 1939 Honorar-Konsul und war von 5. November 1946 bis 1952 Konsul (Am 17. März 1939 wurde die bisherige Konsularagentur in Bregenz in ein Konsulat umgewandelt). Von 1954 bis 1961 war Carl Lutz (Gerechter unter den Völkern) sein Nachfolger als schweizerischer Konsul in Bregenz.
1939 soll Bitz selbst das Misstrauen der Schweizer Fremdenpolizei erregt haben, weil er nach deren Ansicht zu viele Visa erteilt habe.
Da die Schweizerischen Behörden kein Interesse an der Rücknahme an in der Vorarlberger Anstalt Valduna platzierten Patienten hatten, organisierte Carl Bitz auf eigene Initiative zwischen dem 15. Februar und dem 26. Mai 1941 Transporte für die 149 Schweizer, 129 aus der Wohltätigkeitsanstalt und 19 aus der Irrenanstalt, zur Rheinbrücke bei Oberriet, und liess sie dort von Angehörigen oder den Armenbehörden ihrer Gemeinden abholen. So sind alle schweizerischen Psychiatriepatienten aus der Valduna, sie stammten aus 13 Kantonen, wovon zu 80 % aus der Zentralschweiz, der Vernichtung durch die Nationalsozialisten entkommen.
Am Ende des Krieges hatte Carl Bitz mit den Schweizer Grenzbehörden bezüglich der Einreise von Juden in die Schweiz verhandelt: Auf der Vorarlberger Seite des Rheins versammelten sich etwa 10.000 ZwangsarbeiterInnen und Kriegsgefangene. Sie können in den letzten April- und ersten Maitagen des Jahres 1945, also unmittelbar vor und nach der Befreiung von der NS-Herrschaft, in die Schweiz abgeschoben werden. Viele VorarlbergerInnen fühlen sich dadurch äußerst erleichtert, haben sie doch Ausschreitungen und Plünderungen der bisher als Arbeitssklaven gehaltenen Menschen befürchtet. Für die Organisation der klaglosen Abschiebung sorgte der Schweizer Konsul Carl Bitz. Er hilft tatkräftig bei der Entfernung dieser jetzt gefürchteten und zuvor verachteten Masse von Menschen – und damit bei der Entsorgung eines von vielen bald vergessenen Stücks NS-Vergangenheit.

### Verhältnis zu Ernest Prodolliet
Ernest Prodolliet (Gerechter unter den Völkern) war von April 1938 bis April 1939 Beamter in der Konsularagentur unter Leitung von Carl Bitz tätig. Als Vorsteher des Konsulats in Bregenz war Carl Bitz mit den Aktivitäten von Ernest Prodolliet zur Rettung von Juden, nicht einverstanden und hat dessen Absetzung von den vorgesetzten Behörden in Bern verlangt.

## Unternehmer
Carl Bitz hatte sich 1927 selbständig gemacht und hatte ein Verkaufslokal für tragbare elektrische Messinstrumente in der Römerstraße in Bregenz und später auch in Wien, in der Johannesgasse 14.

## Erfinder
Carl Bitz hat mehrere Patente angemeldet. So z. B. für einen elektrischen Ofen (österreichisches Patent AT 82818) und einen Uhrenständer (österreichisches Patent AT 109306 und 111055). Für ein von ihm 1917 konstruiertes und der Öffentlichkeit vorgeführtes Wasserfahrzeug (Wasserauto) konnte keine Patentanmeldung in Österreich oder der Schweiz gefunden werden.

## Ehrungen
- 1964 erhielt er das Ehrenzeichens des Landes Vorarlberg in Gold.

## Trivia
Jahrelang war Carl Bitz auch Präsident des Schweizer Vereins in Vorarlberg.